# Göran Jonsson

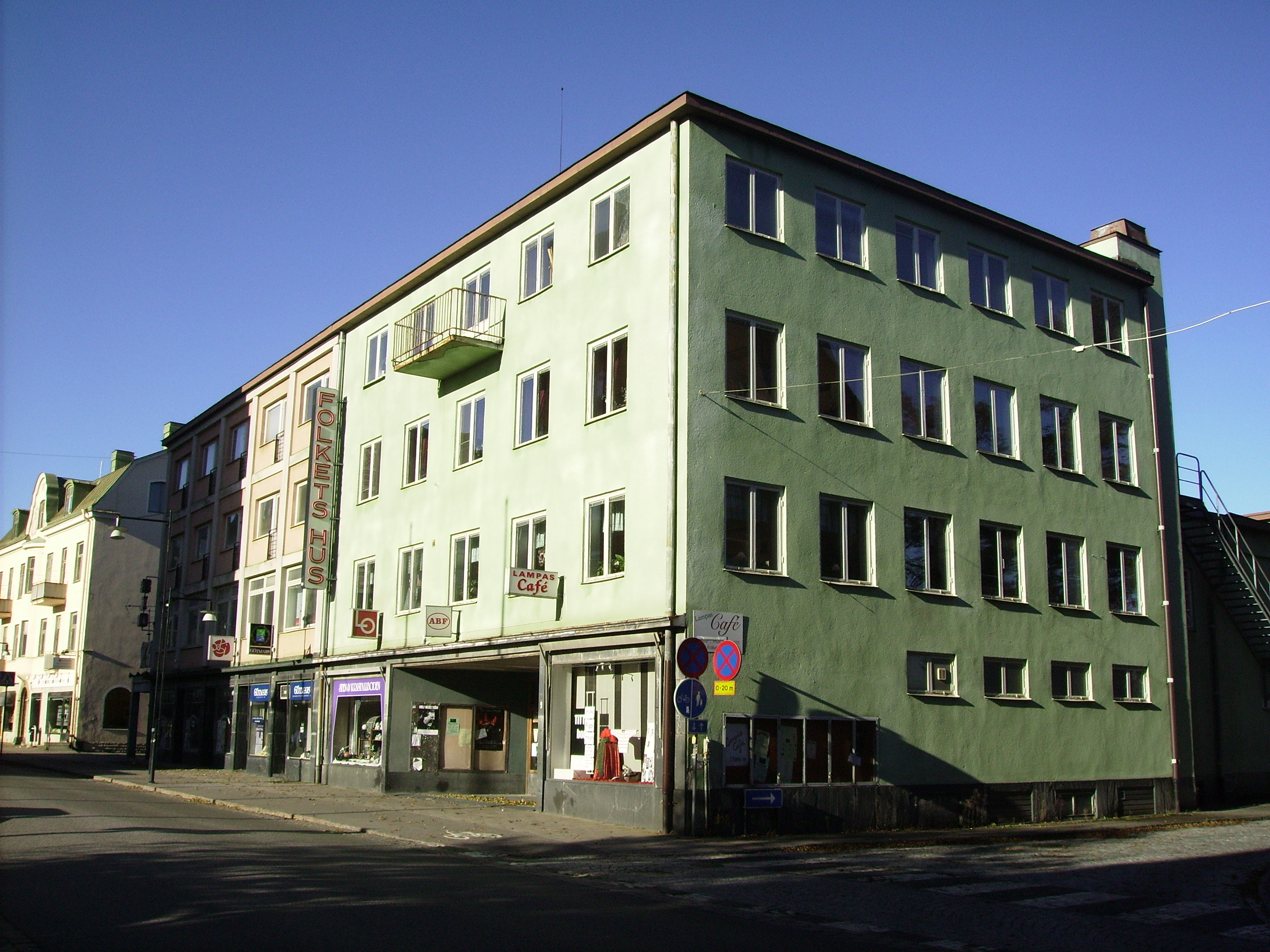
Folkets Hus i Hallsberg (i förgrunden den ursprungliga delen från 1936).

Göran Viktor Jonsson, född 7 augusti 1921 i Karlskrona, död 28 juni 1995 i Örebro, var en svensk arkitekt. 
Jonsson utexaminerades från Kungliga Tekniska högskolan 1945. Han blev assistent hos länsarkitekt Ebbe Borg i Örebro 1949, biträdande länsarkitekt under länsarkitekt Bertil Persson där 1952 och var länsarkitekt där 1962–1974. Han bedrev även egen arkitektverksamhet och ritade bland annat tillsammans med Ebbe Borg en tillbyggnad (1955–1957) av det numera rivna Folkets Hus i Hallsberg.